# یواس‌اس تیستل (اس‌پی-۱۰۵۸)
یواس‌اس تیستل (اس‌پی-۱۰۵۸) (به انگلیسی: USS Thistle (SP-1058)) یک کشتی بود که طول آن ۷۰ فوت (۲۱ متر) بود. این کشتی در سال ۱۹۰۷ ساخته شد.